# Александровский (Кизильский район)
Алекса́ндровский — посёлок в Кизильском районе Челябинской области России. Входит в состав Измайловского сельского поселения.

## География
Посёлок находится на берегу реки Большой Караганки, в 10 км к северу от посёлка Амурского Брединского района. В 2 км к юго-востоку от посёлка находится Аркаим — укреплённое поселение эпохи средней бронзы рубежа 20/18 —18/16 веков до н. э.

## Население
| 2002 | 2010 |
| ---- | ---- |
| 128  | ↘109 |